# Sant Quirze Safaja
Sant Quirze Safaja ist eine katalanische Gemeinde in der Provinz Barcelona. Sie liegt in der 2015 gegründeten Comarca Moianès und war zuvor Teil der Comarca Vallès Oriental.